# 明里宏文
明里 宏文（あかり ひろふみ） は、日本の免疫学者、ウイルス学者。京都大学ヒト行動進化研究センター附属人類進化モデル研究センター教授。

## 人物・経歴
大阪府立池田高等学校を経て、1988年鹿児島大学農学部獣医学科卒業。1989年鹿児島大学大学院農学研究科獣医学専攻修了、農学修士、京都大学ウイルス研究所研究生。1994年山口大学大学院連合獣医学研究科修了、博士（獣医学）、エイズ予防財団リサーチレジデント（国立感染症研究所協力研究員）。1995年科学技術庁特別研究員（国立感染症研究所協力研究員）。1997年徳島大学医学部ウイルス学教室助手。1999年アメリカ国立アレルギー・感染症研究所リサーチフェロー。2002年国立感染症研究所筑波医学実験用霊長類センター主任研究官。2005年医薬基盤研究所霊長類医科学研究センター疾患制御研究室長。2009年京都大学霊長類研究所教授。2014年京都大学ウイルス・再生医科学研究所教授（兼任）、日本実験動物学会評議員。2017年ナショナルバイオリソースプロジェクト「ニホンザル」運営委員。2018年日本ウイルス学会評議員。2019年日本獣医学会評議員。2021年日本エイズ学会代議員。2022年4月、京都大学ヒト行動進化研究センター教授。

## 受賞
- 1997年 日本獣医学会獣医学奨励賞[2]
- 2001年 アメリカ国立衛生研究所 The Fellows Award for Research Excellence[2]